# Jeff Katz
Jeffry Katz (* 20. Mai 1943 in Brooklyn, New York City) ist ein US-amerikanischer Musikproduzent, der zusammen mit seinem Partner Jerry Kasenetz Ende der 1960er Jahre den Bubblegum populär machte, eine fröhliche Variante der Popmusik.
Katz und Kasenetz betrieben die Produktionsfirma Super K Productions, die eine Reihe von Bands zusammenstellte und betreute, darunter  Shadows of Knight, Kasenetz-Katz Singing Orchestral Circus, The Music Explosion, 1910 Fruitgum Company, Crazy Elephant und The Ohio Express.